# Nogal de las Huertas
Nogal de las Huertas è un comune spagnolo di 65 abitanti situato nella comunità autonoma di Castiglia e León.